# Північноамериканська боксерська федерація
Північноамериканська боксерська федерація (англ. The North American Boxing Federation, NABF) — регіонально боксерська федерація, що присуджує звання чемпіона Північної Америки з боксу. Ця федерація входить до складу Світової боксерської ради (WBC).

## Історія
WBC створила NABF в 1969 році як частину її різних регіональних федерацій. Ці регіональні федерації влаштовували бої за звання регіональних чемпіонів. Ці чемпіони будуть розглянуті в світовому рейтингу WBC. Перший бій за титул NABF відбувся 6 грудня 1969 року, між Сонні Лістоном і Леотісом Мартіном.
За даними дослідження Міжнародної організації боксу: «поява NABF в 1969 році поклала початок 12-раундових поєдинків за титул в західних країнах».